# Betrugsfälle
Betrugsfälle war eine Pseudo-Doku-Soap im täglichen Nachmittagsprogramm des privaten Fernsehsenders RTL. Die Serie wurde von Norddeich TV produziert.

## Inhalt
In der Serie wurde gezeigt, was Fremdgehen, ein geheimes Doppelleben oder falsche Beschuldigungen zum Beispiel innerhalb einer Familie oder Partnerschaft alles zerstören können und wie Menschen um die Wahrheit kämpfen. So entdeckte beispielsweise eine Frau eher zufällig, dass ihr liebender Mann, der als Vertreter oft unterwegs war, eine zweite Familie in einer anderen Stadt hat. 

## Wissenswertes
- Die Serie spielte im gleichen Serienuniversum wie Die Schulermittler, da Susanne Kaspary, Kommissarin bei den Schulermittlern, einen Gastauftritt in der gleichen Rolle hatte. Gleiches gilt auch für das Format Verdachtsfälle, hier hatte Hauke Mertesacker, Kommissar bei Verdachtsfälle, einen Einsatz in der Folge „Freundinnen durch dick und dünn“.
- Die Fälle waren fiktiv.
- Die Charaktere wurden fast ausschließlich von Laienschauspielern gespielt.[1]
- Der Name der Serie lehnte sich an die ebenfalls von RTL ausgestrahlte Serie Verdachtsfälle an. Die Serie wurde von der gleichen Firma produziert wie Team 2 der Schulermittler.

## Ausstrahlung
Für die Pilotstaffel Betrugsfälle, die 40 Folgen umfasste, pausierte die eigentlich um 17:00 Uhr gezeigte Serie Die Schulermittler vom 26. April bis zum 23. Juni 2010. Die Ausstrahlung der zweiten Staffel mit 65 Folgen wurde am 22. November 2010 gesendet. Die Produktion der fünften Staffel (die Wiederholung der ersten und zweiten Staffel zählen als dritte bzw. vierte Staffel) erfolgte im Juni 2011. Die Ausstrahlung dazu begann am 9. Januar 2012 und endete am 24. August 2012. Die sechste Staffel startete mit Beginn des Jahres 2013. Die Ausstrahlung der siebten Staffel begann am 4. November 2013. Danach wurden zunächst noch ältere Folgen wiederholt. 2017 entschied sich RTL jedoch dazu, die Serie aufgrund nachlassender Einschaltquoten nicht mehr im täglichen Nachmittagsprogramm zu berücksichtigen. Lediglich am Wochenende sowie in der Nacht werden zu verschiedenen Uhrzeiten nochmals Wiederholungen gezeigt.
Vom 2. November 2020 bis zum 12. Januar 2021 wurde die Sendung zudem im Vormittagsprogramm von RTLplus wiederholt. Die Sendung wurde von Montag bis Freitag auf dem Sendeplatz von 10:00 bis 12:00 Uhr gezeigt. Ausgestrahlt wurden jeweils vier Folgen.

## Quoten
Die sehr guten Quoten von Die Schulermittler wurden mit einem durchschnittlichen Marktanteil in der Zielgruppe der 14- bis 49-Jährigen mit 27,2 % damals übertroffen. Ihren Spitzenmarktanteil erreichte die Serie am 18. Januar 2011 mit 35,4 Prozent in der Zielgruppe.